# Cordillera de los Altos

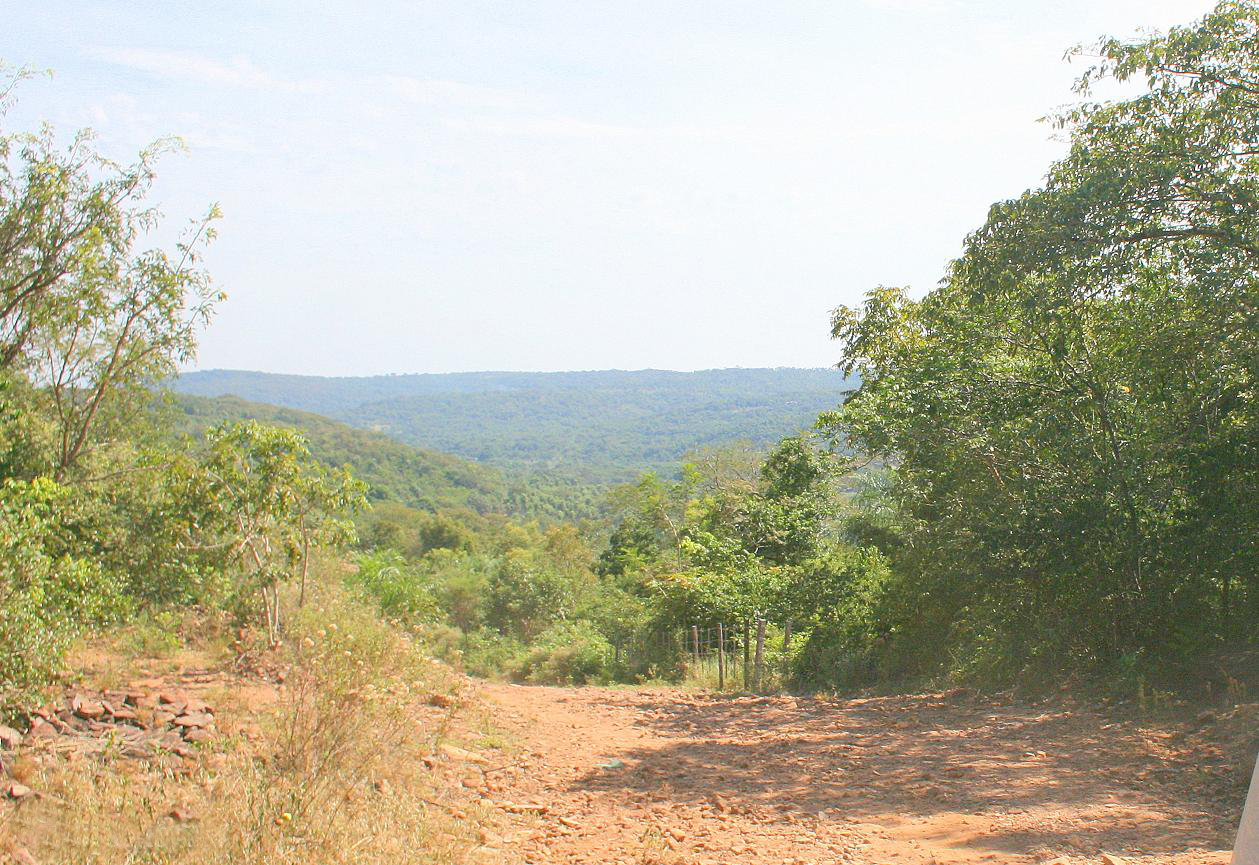
Camino en la Cordillera de los Altos.

La cordillera de los Altos es un sistema montañoso del Paraguay, situado entre los departamentos de Cordillera, Central, y Paraguarí.Se extiende desde el río Paraguay hasta las Sierras de Ybycuí. Su altitud máxima está en 500 m s. n. m. Entre sus elevaciones se destacan los cerros de Emboscada, Caacupé, León, Mbatoví, Santo Tomás, Chololó, Paraguarí, y otros.